# Melithaea densa
Melithaea densa är en korallart som först beskrevs av Kükenthal 1908.  Melithaea densa ingår i släktet Melithaea och familjen Melithaeidae. Inga underarter finns listade i Catalogue of Life.